# Joe Montana
Joseph Clifford "Joe" Montana, Jr., (New Eagle, Pennsylvania 11. lipnja 1956.) je bivši igrač američkog nogometa. Dobitnik je mnogih nagrada između kojih se ističu četiri puta NFL prvak te triput najkorisniji igrač Super Bowla. Postao je poznat 1982. kada je u posljednjim trenutcima utakmice Super Bowla dodao s preko 92 jarda za polaganje i naslov. Igrao je na poziciji dodavača (quarterbacka).

## Rane godine
Montana je rođen u New Eagle u Pennsylvaniji kao dijete talijanskih imigranata. Počeo je igrati s osam godina, kao mladić ima je nekog interesa i za košarku. Dok je išao u srednju školu igrao je nogomet, košarku i baseball. Bio je toliko dobar u košarci da mu je bila ponuđena školarina za sveučilište, školarinu je odbio, ali je ozbiljno razmislio o ponudi North Carolina State Universitya (NCSU) da igra i košarku i nogomet. U prve dvije godine srednje škole bio je rezerva na poziciji dodavača, da bi u posljednje dvije bio startni dodavač. Jedna od najboljih utakmica u srednjoj školi bila mu je ona protiv srednje škole Monessen kada je imao 12 uspješnih od 22 pokušaja dodavanja, bacio je za 223 jarda, te dodao za tri polaganja, dok je jednom i sam položio.
2006. 23 godine nakon što je Montana maturirao njegova srednja škola preimenovala je nogometno igralište u "Joe Montana Stadium".

## Sveučilište
U jesen 1974. kada je Montana došao na Notre Dame, trener je bio Ara Parseghian, pod njegovim vodstvom sveučilište je osvojilo naslove 1966. i 1973. Iako je Montana smatran talentiranim igračem, u prvoj godini zbog politike sveučilišta nije mogao igrati ni trenirati, pa je igrao samo par utakmica za rookie momčadi. Njegov prvi veći doprinos za Notre Dame bio je u drugoj godini. 
1975. na ljetnim pripremama po novim trenerom Danom Devineom Montana je bio startni dodavač. U toj sezoni u utakmici protiv NCSU, je za provedene minutu i dvije sekunde imao je 129 dodana jarda. Te je gotovo sam preokrenuo utakmicu sa 6-14 na 21-14. U sljedećoj utakmici je ušao pri rezultatu 30-10 5 minuti do kraja, te je pomogao momčadi da preokrene na 31-30. U ove dvije utakmice Montana je pokazao kako se dobro nosi u ključnim trenutcima utakmice.
1976. je ozljedio rame i propustio cijelu sezonu.
Na početku sezone 1977. Montana je bio treći dodavač momčadi, ali zbog loših igara i nekih ozljeda Montana dobiva priliku za igrati. Te pomaže momčadi da dođu do Cotton Bowl Classic gdje su poraženi od Sveučilišta Texas.

## Draft
Montana se nakon završenog sveučilišta prijavio na NFL draft. Unatoč svojim igrama na terenu Montana nije bio visoko rangiran od strane NFL skauta. Na draftu su ga izabrali San Francisco 49ers u trećoj rundi kao 82 pick sveukupno.

## NFL karijera

### San Francisco 49ers

#### 1979 - 1980
Iako je nastupio u svih 16 sezonskih utakmica, Montana nije proveo puno vremena na terenu, bacio je tek 23 dodavanja. Montana nije postao startni dodavač sve do sredine sezone 1980.
7. prosinca 1980 San Francisco je ugostio New Orleans Saints, Saintsi su na poluvremenu vodili 35-7, na početku četvrt četvrtine New Orleans je još vodio 35-21, ali je San Franscisco na čelu s Montanom odveo utakmicu u produžetak gdje je pobijedio rezultatom 38-35. To je bila prva Montanina utakmica u NFL-u gdje je režirao veliki preokret.
Montana je sezonu završio kao najbolji dodavač po postotku točno dodanih lopti čak 64,5 %.

#### 1981 – 1983
Montana je sezonu 1981. počeo kao startni dodavač. Ta sezona je bila najbolja u povijesti franšize gdje su imali omjer 13-3, a Montana je opet režirao dva velika preokreta kroz sezonu
10. siječnja 1982. Montana je u utakmici protiv Dallasa izveo dodavanje koje se kasnije novinari nazvali jednostavno The Catch i tu utakmicu San Francisco je dobio preokretom u četvrtoj. Kasnije su tu utakmicu na ESPN-u proglasili najboljom Montaninom utakmicom karijere.
Te godine Montana je osvojio svoj prvi Super Bowl te bio proglašen najboljim igračem istog. 

#### 1984
49ers su završili sezonu s omjerom 15-1, te su postali prva momčad koja je završila sezonu s 15 pobjeda. 
Te godine u Super Bowlu igrali su protiv Miami Dolphinsa Montana je dodao za tri polaganja i kompletirao 24 od 35 probana dodavanja. 49ers su pobijedili s 38-16, a Montana je po drugi put imenovan MVP-em.

#### 1985 - 1989
U sezoni 1985. ispali su u doigravanju od New York Giantsa.
Početkom iduće sezone, točnije u prvom tjednu nove sezone Montana je dobio nekoliko ozljeda kralježnice i trebao je na hitnu operaciju. Operacija je bila iznimno teška da su doktori prognozirali da će morat prestat igrati, ipak Montana se vratio 6.studenog u utakmici protiv St. Louis Cardinalsa te odmah dodao za tri polaganja i dodao 270 jardi. Dobio je nagradu za povratnika godine.
U sezoni 1987. je imao 31 dodavanje za polaganje u samo 13 utakmica što mu je bio rekord karijere. 49ers su imali najbolji omjer u cijeloj ligi, ali su ispali u doigravanju protiv Minnesota Vikingsa.
Uoči iduće sezone u 49erse je doveden novi dodavač Steve Young koji je odmah dobio ulogu startnog dodavača, ali je nakon domaćeg poraza od L.A. Raidersa Montana vraćen u prvu momčad. Te sezone Montana je vodio 49erse kroz sezonu i doigravanje. U Super Bowlu su igrali protiv Cincinnati Bengalsa, unatoč sjajnoj utakmici Joea Montane San Francisco je gubio utakmicu 16-13. Ali tada se opet javlja Montana u najboljem izdanju i dodaje Johnu Tayloru 34 sekunde do kraja za pobjedu.
Iduća sezona je bila iznimno uspješna za Montanu i 49erse, Dobio je MVP nagradu. Te sezone je u utakmici protiv Eaglsa, u četvrtoj četvrtini dodao za četiri polaganja. Te sezone u Super Bowlu su ih čekali Denver Broncosi koji su poraženi s 55-10. Montana je opet dobio MVP nagradu za najkorisnijeg igrača Bowla te je postao jedini igrač u povijesti kojem je to uspjelo.

#### 1990 - 1994
1990 je vodio 49ers do omjera 14-2 te je od strane „Sports Illustrated“ proglašen za sportaša godine. U utakmici s Atlanta Falconsima je dodao za čak šest polaganja i dodao 476 jarda.
49ers su izgubili u doigravanju od New York Giantsa 15-13. Montana je propustio cijelu iduću sezonu i pola 1992. zbog ozljede lakta.

### Kansas City Chiefs
Montana je 1993. mijenjan u Kansas City, gdje potpisao ugovor od 10 milijuna dolara i uzeo broj 19.
1993. je nastupao u doigravanju i vodio Chiefse sve do poraza protiv Buffalo Billsa.
U sezoni 1994. Montana je bio potpuno zdrav i započeo sve osim dvije utakmice regularnog dijela. Odlična utakmica u drugom tjednu sezone kada je Montana vodio Kanasas do pobjede protiv San Francisca 24-17. Vodio je Kansas u njihovom posljednjem pojavljivanju u doigravanju.

## Statistika
| Godina   | Momčad              | Utakmice | Pok   | Dod   | Postotak | Jard   | Pol | Ukr | Rating |
| -------- | ------------------- | -------- | ----- | ----- | -------- | ------ | --- | --- | ------ |
| 1979     | San Francisco 49ers | 16       | 23    | 13    | 56.5     | 96     | 1   | 0   | 81.1   |
| 1980     | San Francisco 49ers | 15       | 273   | 176   | 64.5     | 1,795  | 15  | 9   | 87.8   |
| 1981     | San Francisco 49ers | 16       | 488   | 311   | 63.7     | 3,565  | 19  | 12  | 88.4   |
| 1982     | San Francisco 49ers | 9        | 346   | 213   | 61.6     | 2,613  | 17  | 11  | 88.0   |
| 1983     | San Francisco 49ers | 16       | 515   | 332   | 64.5     | 3,910  | 26  | 12  | 94.6   |
| 1984     | San Francisco 49ers | 16       | 432   | 279   | 64.6     | 3,630  | 28  | 10  | 102.9  |
| 1985     | San Francisco 49ers | 15       | 494   | 303   | 61.3     | 3,653  | 27  | 13  | 91.3   |
| 1986     | San Francisco 49ers | 8        | 307   | 191   | 62.2     | 2,236  | 8   | 9   | 80.7   |
| 1987     | San Francisco 49ers | 13       | 398   | 266   | 66.8     | 3,054  | 31  | 13  | 102.1  |
| 1988     | San Francisco 49ers | 14       | 397   | 238   | 59.9     | 2,981  | 18  | 10  | 87.9   |
| 1989     | San Francisco 49ers | 13       | 386   | 271   | 70.2     | 3,521  | 26  | 8   | 112.4  |
| 1990     | San Francisco 49ers | 15       | 520   | 321   | 61.7     | 3,944  | 26  | 16  | 89.0   |
| 1991     | San Francisco 49ers | 0        | 0     | 0     | --       | 0      | 0   | 0   | --     |
| 1992     | San Francisco 49ers | 1        | 21    | 15    | 71.4     | 126    | 2   | 0   | 118.4  |
| 1993     | Kansas City Chiefs  | 11       | 298   | 181   | 60.7     | 2,144  | 13  | 7   | 87.4   |
| 1994     | Kansas City Chiefs  | 14       | 493   | 299   | 60.6     | 3,283  | 16  | 9   | 83.6   |
| Karijera |                     | 192      | 5,391 | 3,409 | 63.2     | 40,551 | 273 | 139 | 92.3   |

| Super Bowls | Pok | Dod | Postotak | Jard  | Pol | Ukr | Rating | Rezultat |
| ----------- | --- | --- | -------- | ----- | --- | --- | ------ | -------- |
| XVI         | 14  | 22  | 63.6     | 157   | 1   | 0   | 100.0  | W 26-21  |
| XIX         | 24  | 35  | 68.6     | 331   | 3   | 0   | 127.2  | W 38-16  |
| XXIII       | 23  | 36  | 63.9     | 357   | 2   | 0   | 115.2  | W 20-16  |
| XXIV        | 22  | 29  | 75.9     | 297   | 5   | 0   | 147.6  | W 55-10  |
| Totals      | 83  | 122 | 68.0     | 1,142 | 11  | 0   | 127.8  | 4-0      |

Legenda

Utakmice   =Odigrano utakmica

Pok  =Pokušaj dodavanja

Dod  =Dodanih lopti

Postotak  =Postotak dodanih lopti

Jard  =Dodanih jardi

Pol   =Polaganja

Ukr =Ukradene lopte

Rating =Rating dodavača